# Смирна (Њујорк)
Смирна (енгл. Smyrna) град је у америчкој савезној држави Њујорк.

## Демографија
По попису из 2010. године број становника је 213, што је 28 (-11,6%) становника мање него 2000. године.
| Група             | 2000.       | 2010.       |
| Белци             | 238 (98,8%) | 209 (98,1%) |
| Афроамериканци    | 0 (0,0%)    | 2 (0,9%)    |
| Азијати           | 0 (0,0%)    | 0 (0,0%)    |
| Хиспаноамериканци | 0 (0,0%)    | 0 (0,0%)    |
| Укупно            | 241         | 213         |